# Волсфелд
Волсфелд (њем. Wolsfeld) општина је у њемачкој савезној држави Рајна-Палатинат. Једно је од 235 општинских средишта округа Ајфелкрајс Битбург-Прим. Према процјени из 2010. у општини је живјело 789 становника. Посједује регионалну шифру (AGS) 7232137.

## Географски и демографски подаци
Волсфелд се налази у савезној држави Рајна-Палатинат у округу Ајфелкрајс Битбург-Прим. Општина се налази на надморској висини од 230 метара. Површина општине износи 9,3 km². У самом мјесту је, према процјени из 2010. године, живјело 789 становника. Просјечна густина становништва износи 85 становника/km².